# Mayamudi, Virajpet
Mayamudi là một làng thuộc tehsil Virajpet, huyện Kodagu, bang Karnataka, Ấn Độ.